# Urga (película)
Urgá (Урга — территория любви o Urgá, el territorio del amor) es una película franco-soviética realizada por Nikita Mijalkov que se estrenó en 1991.

## Sinopsis
Gombo es un campesino nómada mongol que vive en una yurta en Mongolia Interior (China), con su esposa Pagma, sus tres hijos y su madre. Ellos conocen a Serguéi, un conductor de camión.
Debido al temor de dejar embarazada a su mujer de nuevo y así violar la ley china de control de la natalidad, Gombo va a la ciudad de Hulun Buir para obtener preservativos.

## Significado del título
El término Urgá proviene del término mongol uurga (mongol : ᠤᠷᠭ᠎ᠠ, VPMC : urg-a, cirílico : уурга, MNS : uurga). Designa la pértiga con lazo utilizada por los pastores nómadas de las estepas mongoles y que sirve para capturar los caballos.